# Peter Beense
Peter Beense (Amsterdam, 27 augustus 1963) is een Nederlands volkszanger. Enkele van zijn hits zijn Laat ze maar lullen, Je bent een kanjer en Partytime. Beense treedt veelvuldig op in het schnabbelcircuit. Beense staat bekend als bewonderaar van André Hazes en om zijn grote postuur. Naast zijn solocarrière is Beense sinds 2017 onderdeel van de zangformatie Echte Vrienden.

## Jeugd
Peter Beense werd geboren als zoon van een verwarmingsmonteur en groeide op in de Amsterdamse Kinkerbuurt. Tijdens zijn jeugd zong hij op de zolderkamer met een cassetterecorder en mengpaneel zijn eerste eigen liedjes in. Later werd hij fan van André Hazes en stortte hij zich op de Nederlandstalige muziek.

## Loopbaan

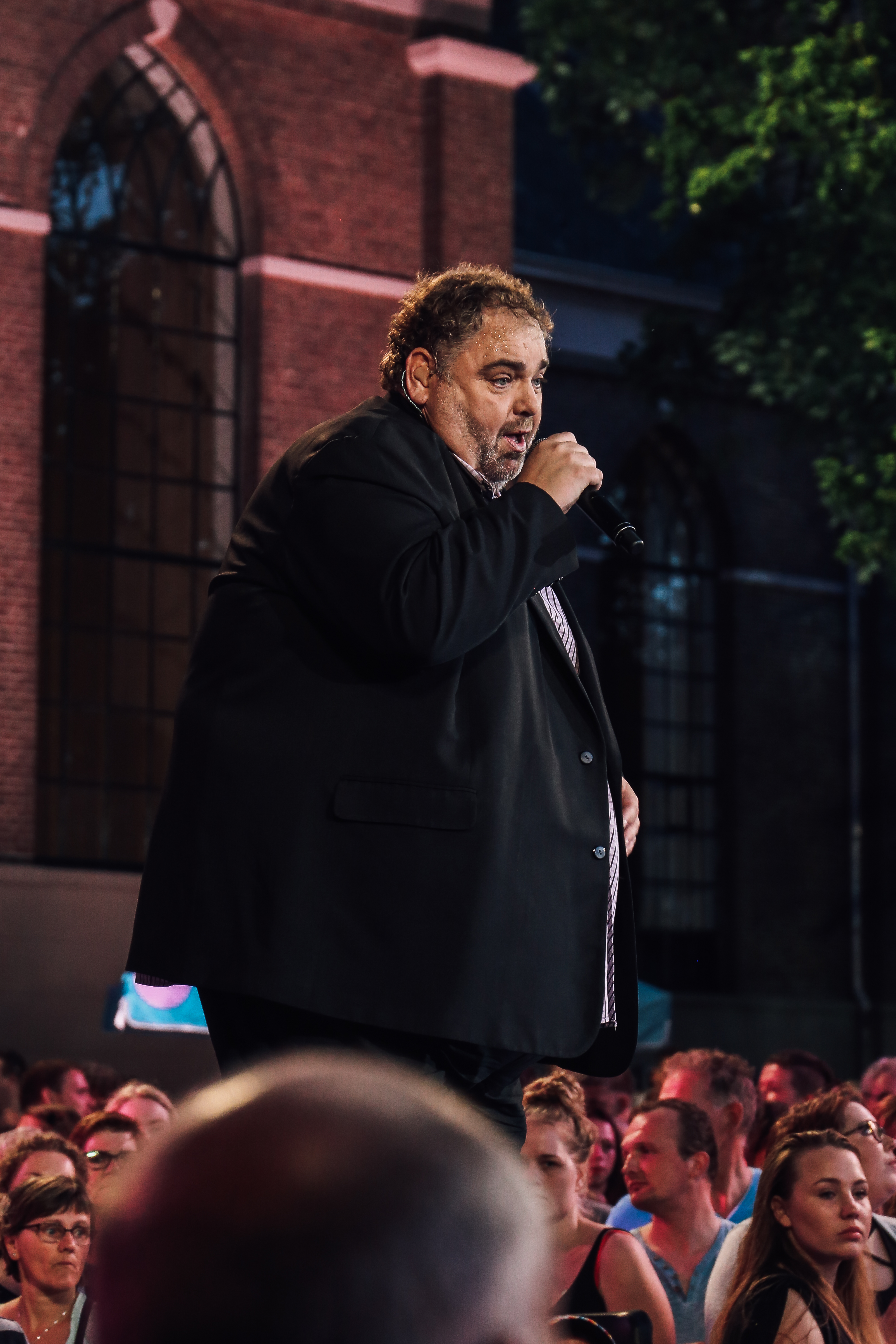
Beense tijdens het Muziekfeest op het Plein in Emmen (2017)

Zijn eerste optreden was in Café Bolle Jan van de vader van René Froger. Later werd hij bekend als de zingende kelner in het Hof van Holland aan het Rembrandtplein waar hij werd ontdekt door de Componist/Tekstdichter en Producer Co van Raaijen, die de meeste liedjes voor hem schreef en ook een album met hem produceerde. Hij behaalde een diploma voor brood- en banketbakker maar horeca interesseerde hem meer. In 1985 kwam zijn eerste single Mijn donker bruine broeder uit en behaalde de tipparade. Er zouden meerdere hits volgen. Hij begon in 1993 een eigen café (Café Peter Beense) aan de Korte Reguliersdwarsstraat. Dat café verkocht hij in 2013. Sinds december 2015 heeft het café een andere naam.
Vanaf 2004 stond Beense onder meer in Koninklijk Theater Carré, en in de Heineken Music Hall. Net als vele andere artiesten zong hij ook op het nationale afscheid van Hazes in de Amsterdam ArenA. Ook is Peter Beense jaarlijks een van de artiesten die meezingt tijdens Holland zingt Hazes, een evenement in de Ziggo Dome waar bekende artiesten liedjes van André Hazes zingen. Hij sloeg echter de editie van 2022 wegens ziekte over. Deze editie werd overgenomen door Paul de Leeuw

## Tv en Film
Peter Beense is naast zijn werk als zanger ook acteur. Hij speelde in verschillende speelfilms. Hij speelde in de RnB/Hiphop film Bolletjes Blues, samen met de rappers Negativ en Raymzter. Voor de soundtrack maakte hij samen met The Partysquad het liedje “Ze zeggen”. Zijn tweede filmrol was in Honeyz, een film van regisseur Tom Six. Beense trad in 2011 op in de ArenA tijdens de Halftimeshow van de concertreeks van De Toppers.
Ook trad Peter meerdere malen op in televisieprogramma's. 3Man Sterk was een televisieprogramma van de AVROTROS met de zangers Peter Beense, Frans Duijts en Django Wagner als hoofdpersonen. Het programma werd voor het eerst uitgezonden op 24 maart 2017. De drie volkszangers draaiden wekelijks een dag mee bij een bedrijf dat op zoek is naar werknemers. Het zijn plekken die totaal verschillen van hun dagelijks leven. Van tevoren wisten de drie heren niet waar ze heen gingen. De reacties op deze formatie waren erg positief, waardoor de drie heren een paar maanden later definitief aan een zangformatie begonnen, onder de naam Echte Vrienden.

## Discografie

### Albums
| Album met eventuele hitnotering(en) in de Nederlandse Album Top 100 | Datum van verschijnen | Datum van binnenkomst | Hoogste positie | Aantal weken | Opmerkingen |
| ------------------------------------------------------------------- | --------------------- | --------------------- | --------------- | ------------ | ----------- |
| 'n Goede vriend                                                     | 2005                  | 12-03-2005            | 26              | 4            |             |
| Voor mijn vrienden                                                  | 2007                  | 23-06-2007            | 41              | 3            |             |
| 'n Rondje van mij                                                   | 2010                  | 11-12-2010            | 32              | 5            |             |

### Singles
| Single met eventuele hitnotering(en) in de Nederlandse Top 40 | Datum van verschijnen | Datum van binnenkomst | Hoogste positie | Aantal weken | Opmerkingen                                     |
| ------------------------------------------------------------- | --------------------- | --------------------- | --------------- | ------------ | ----------------------------------------------- |
| M'n donkerbruine broeder                                      | 1985                  | 09-03-1985            | tip21           | -            |                                                 |
| Ay ay ay Ajax                                                 | 1995                  | 13-05-1995            | 36              | 5            | met Ronald / #34 in Single Top 100              |
| Party time                                                    | 2001                  | -                     |                 |              | #38 in Single Top 100                           |
| 'n Goede vriend                                               | 2005                  | -                     |                 |              | #96 in Single Top 100                           |
| Doe het nog een keer                                          | 2007                  | -                     |                 |              | #13 in Single Top 100                           |
| C'est la vie                                                  | 2007                  | -                     |                 |              | #41 in Single Top 100                           |
| Ga nu maar weg                                                | 2010                  | -                     |                 |              | #51 in Single Top 100                           |
| Laat ze maar lullen                                           | 2011                  | -                     |                 |              | #21 in Single Top 100                           |
| Vanaf vandaag                                                 | 2014                  | -                     |                 |              | met Django Wagner / Nr. 26 in de Single Top 100 |

### Dvd's
| Dvd's met hitnoteringen in de Nederlandse Music Top 30 | Datum van verschijnen | Datum van binnenkomst | Hoogste positie | Aantal weken | Opmerkingen |
| ------------------------------------------------------ | --------------------- | --------------------- | --------------- | ------------ | ----------- |
| Live in Carré                                          | 2011                  | 27-08-2011            | 9               | 7            |             |